# 霊幻道士7 ラストアクションキョンシー
『霊幻道士7 ラストアクションキョンシー』（れいげんどうし7 ラストアクションキョンシー、原題：新殭屍先生、英題：Mr.Vampire 1992）は、1992年公開の香港映画。1作目のラム・チェンイン、リッキー・ホイ、チン・シュウホウが再び共演。1作目 - 4作目で監督だったリッキー・ラウが1990年代に最後に監督として関わった霊幻道士シリーズ7作目。日本ではビデオのみ発売。

## ストーリー
ラム道士の弟子のチュウとモンは、世紀の大女優ラン・ケイホウ（蘭桂芳）のコンサートに行きたいがために神銭たたみを水子の霊（霊嬰）達に頼むが、お礼として約束した分の卵をあげなかったため、怒った水子の霊達に懲らしめられてしまう。ラム道士は水子の霊達を供養してもらうように、二人を元門下生でお祓いを生業としているチャイの所に行かせる。チャイはラム道士に片思いしており、仮病を使って想いを遂げようとするが、あえなく失敗する。
ある日、ラム道士と共に修行し、昔の恋人でもあったミチレン（レン）の妹が訪れ、レンの夫の隊長の様子がおかしいので助けてほしいと言う。隊長は父親のキョンシーに噛まれ、キョンシー化しかけていた。ラム道士達は、先祖の墓地で隊長の父親の歯を抜いて薬にしようとするが、争う内に歯がなくなってしまう。
キョンシーの歯を手に入れるため、チュウとモンが広西（カンセイ）に行っている間、ラム道士はレンの部屋に水子の霊（悪嬰）の像があるのを発見する。レンの召使いに水子の霊が取り憑いており、妊婦のレンを母体として水子の霊を産ませようとしていた。
チュウとモンはキョンシー達との大乱闘の末、何とかキョンシーの歯を持ち帰り、歯の粉を煎じた薬を隊長に飲ませて病気を治す。
一方、ラム道士の命によってネンインがチャイを連れてくる途中、それを妨害しようとする紅白の幽霊の行列に遭遇し、棺と輿に閉じ込められ連れ去られてしまうが、チャイの術で脱出する。
ラム道士とチャイは獅子舞を使って水子の霊をおびき出し、一度は捕まえるが召使いに邪魔され逃げられてしまう。水子の霊はレンに乗り移って襲ってきた。そこへ広西からキョンシーの大群が押し寄せて来て、ラム道士達と三つ巴の最終決戦が始まる。

## キャスト
| 役名               | 俳優                             | 日本語吹替 |
| ------------------ | -------------------------------- | ---------- |
| ラム道士（林正英） | ラム・チェンイン（林正英）       | 青野武     |
| モン（文才）       | リッキー・ホイ（許冠英）         | 古川登志夫 |
| チュウ（秋生）     | チン・シュウホウ（錢小豪）       | 目黒裕一   |
| チャイ（蔗姑）     | サンドラ・ウン（吳君如）         | 駒塚由衣   |
| 隊長（大龍大師）   | ビリー・ロー（樓南光）           | 福田信昭   |
| ネンイン（米念英） | タム・ホイヤン（譚凱欣）         | 天野由梨   |
| ミチレン（米其蓮） | スーキー・クワン（關秀媚）       | 松井菜桜子 |
| 召使い（女僕）     | ツイ・マンワー（徐曼華）         | 佐々木優子 |
| 料理長（廚師）     | イップ・ウィン・チョー（葉榮祖） | 辻親八     |
| キョンシー（殭屍） | モーリン・ユー（余慕蓮）         |            |
| 知恵遅れの息子の母 | スーザン・ショウ（邵音音）       |            |
| 水子の霊（霊嬰）   |                                  | 大谷育江   |

## スタッフ
- 監督：リッキー・ラウ（劉觀偉）
- 製作：イップ・ウィン・チョー（葉榮祖）
- 脚本：ロー・ウィン・キュン（盧永強）
- 撮影：ラム・ファイ・タイ（林輝泰）
- 武術指導：シウ・タクフー（蕭德虎）
- 音楽：アンダース・ネルソン

日本語字幕版制作スタッフ
- 日本版字幕：小坂史子
- 監修：石田淳子

日本語吹替版制作スタッフ
- 演出：松川隆
- 翻訳：武満真樹
- 調整：長井利親
- 制作：吉富孝明、仲田美歩（ニュージャパンフィルム）